# Francisco Cástor Sojo López
Francisco Cástor Sojo López (ur. 28 marca 1881 w Madrigalejo, zm. w nocy z 12 na 13 sierpnia 1936 w Ciudad Real) – hiszpański duchowny katolicki, męczennik, ofiara wojny domowej w Hiszpanii w latach 1936-39, błogosławiony Kościoła katolickiego.

## Życiorys
Urodził się w 1881 roku w Madrigalejo. Wstąpił do seminarium duchownego w Palencii. Podczas studiów zetknął się z Bractwem Księży Robotników (hiszp.: Hermandad de Sacerdotes Operarios). 11 października 1903 roku został członkiem tej wspólnoty, zaś 19 grudnia 1903 roku przyjął święcenia kapłańskie. Po przyjęciu święceń pracował w seminariach w Toledo, Plasencii, Badajoz, Segowii i Astordze. W 1933 roku rozpoczął posługę w seminarium w Ciudad Real. 12 września 1936 w czasie wojny domowej w Hiszpanii został aresztowany przez republikańską milicję. W nocy z 12 na 13 września został rozstrzelany przez milicjantów na obrzeżach Ciudad Real. 29 września 2020 papież Franciszek podpisał dekret o jego męczeństwie, co otworzyło drogę do beatyfikacji jego i innych trzech duchownych z Bractwa Księży Robotników, która odbyła się 30 października 2021 roku w Tortosie.